# Yinzhuang
Yinzhuang (kinesiska: 印庄乡, 印庄) är en socken i Kina. Den ligger i provinsen Hebei, i den norra delen av landet, omkring 220 kilometer öster om huvudstaden Peking. Antalet invånare är 25 462. Befolkningen består av 12 355 kvinnor och 13 107 män. Barn under 15 år utgör 16,0 %, vuxna 15-64 år 72 %, och äldre över 65 år 10,0 %.
Genomsnittlig årsnederbörd är 771 millimeter. Den regnigaste månaden är augusti, med i genomsnitt 202 mm nederbörd, och den torraste är januari, med 3 mm nederbörd.